# Myrmecaelurus radiatus
Myrmecaelurus radiatus är en insektsart som beskrevs av Navás 1915. Myrmecaelurus radiatus ingår i släktet Myrmecaelurus och familjen myrlejonsländor. Inga underarter finns listade i Catalogue of Life.